# إيتو برادة

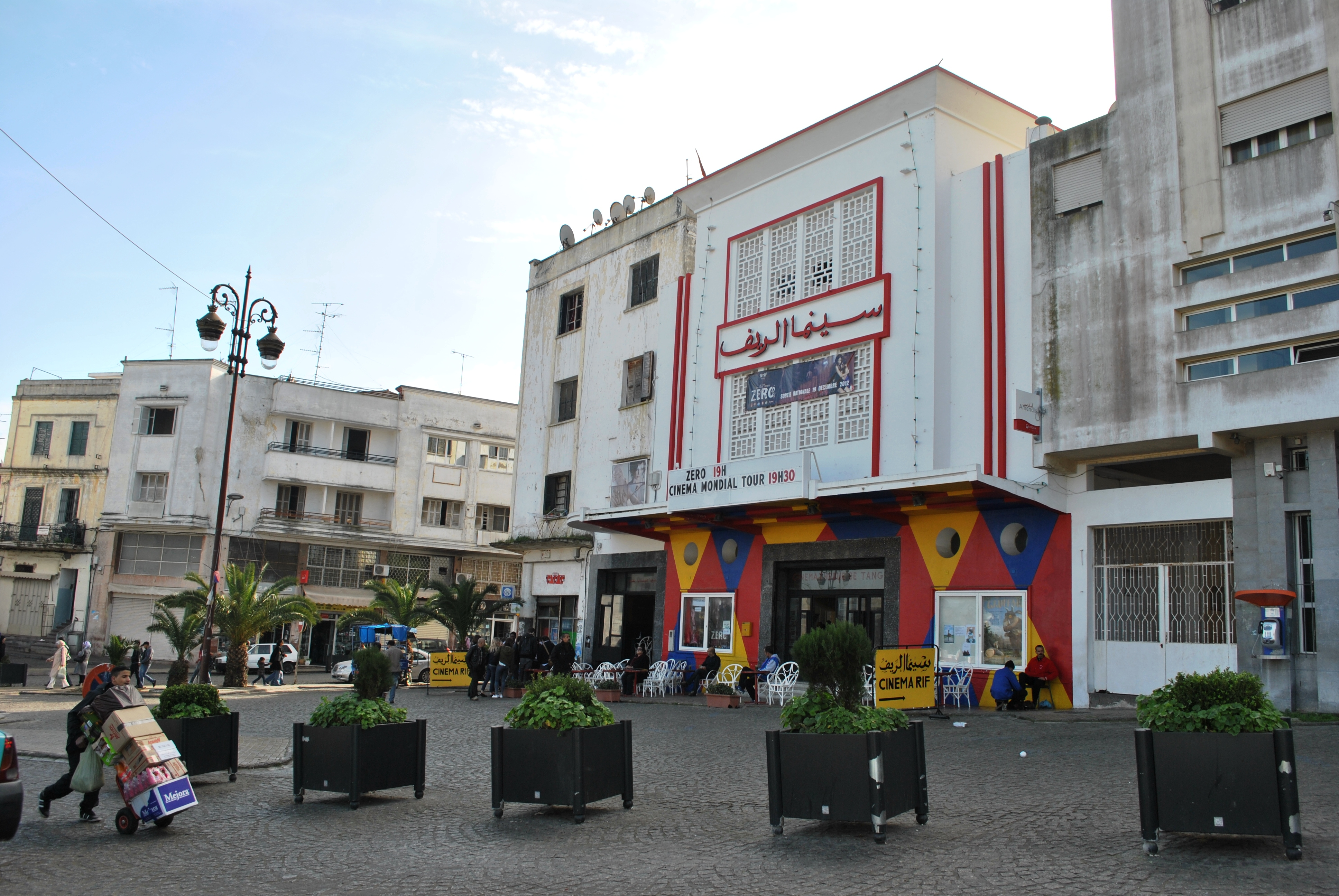
سنيماتيك طنجة

وُلدت إيتو برادة في باريس بفرنسا عام 1971. انتقلت عائلتها إلى طنجة بالمغرب عندما كانت فتاة صغيرة، وتدعي برادة طنجة بأنها مسقط رأسها. والدها حميد برادة، المعارض السياسي السابق للحسن الثاني وزعيم الطالب الأيسر، هو صحافي. وأمها، منيرة بوزيد العلمي، ناشطة ومعالجة نفسية. بعد أن عاشت في طنجة معظم حياتها، عادت برادة إلى باريس للدراسة في جامعة باريس، والمعروفة أيضًا باسم السوربون، حيث درست التاريخ والعلوم السياسية.
بعد التخرج بفترة قصيرة، درست برادة في المركز الدولي للتصوير في نيويورك، نيويورك. الآن متزوجة من المخرج والكاتب والممثل والمنتج الأمريكي شون جوليت، تقسم برادا وقتها بين نيويورك والمغرب.
منذ أن بدأت حياتها المهنية كفنانة، حصلت برادة على العديد من الجوائز وقدمت عملها في العديد من المعارض، مثل غاليري بولاريس في باريس. كما حصلت على جائزة أفضل فنان بنك دويتشه لعام 2011. في عام 2006، قامت بتأسيس، سينماثيك دي طنجة وهي أول دار سينما في شمال إفريقيا وأرشيف للأفلام.

## الصور ومقاطع الفيديو والنحت
حياة مليئة بالثقوب: مشروع المضيق
في عام 1998، بدأت برادا عملًا بعنوان "حياة مليئة بالثقوب: مشروع المضيق"، الذي وصف الحياة الثابتة والانتقالية لمدينتها طنجة. تُصور صورها مدينة يحاول فيها آلاف المهاجرين القيام برحلة غير قانونية ومحفوفة بالمخاطر عبر مضيق جبل طارق. يركز هذا المشروع التعاوني على عدم تناسق العلاقات بين المستعمرين الجدد بين شمال إفريقيا وأوروبا بالإضافة إلى خيبة الأمل لدى المواطنين الذين يرغبون في مغادرة المغرب لحياة مختلفة في الشمال.
مشروع ايريس تنجيتانا
أظهر عملها في عام 2007 اجتماع المناظر الطبيعية النباتية والحضرية. تركز هذه السلسلة على اختفاء زهور القزحية، الموجودة في طنجة، والتي ترمز إلى المقاومة لأنها تنمو في أصعب المواقف. يصور هذا المعرض تركيز برادة على المناظر الطبيعية وتراث منزلها ضمن فنها.
ريففس
في أبريل 2011، افتتح معرضها الفردي ريففس في دويتش جوجنهايم، برلين2011،يحتوي العنوان، ريففس، على إشارات إلى الموسيقى والإيقاع وكذلك جبال الريف في المغرب.وتضمن المعرض ثلاثة أفلام والتي تحدثت جميعها عن أفكار ريففس: المقاومة، والقوة، والذاكرة.
ألبوم: سينماتك طنجة
عرض مركز ووكر للفنون في مينيابوليس، مينيسوتا الألبوم من 21 نوفمبر 2013 إلى 18 مايو 2014.عرضت أعمالًا تصور الحياة في طنجة. تطرق هذا المعرض على وجه التحديد إلى تاريخ المغرب الفني والسينمائي من خلال ملصقات الأفلام القديمة بتكليف من برادا ونحت النخيل في بارادا (2010). قام برعاية هذا المعرض شيريل موسلي وكلارا كيم.
دليل فو
في عام 2016، قدمت برادة المعرض في تورنتو، أونتاريو، والذي يعرض قضايا وصور المغرب ما بعد الاستعمار. كان هذا معرضًا منفردًا لبرادا تعامل مع الاستكشاف الأحفوري المستمر والتاريخ الطبيعي للمغرب على طول ما يعرف باسم "طريق الديناصورات"، حيث صناعة الأحفوري هي الأكثر انتشارًا. تم سحب هذا المعرض من العديد من مشاريع بارادا في ذلك الوقت بما في ذلك سلسلة ألعاب شمال أفريقيا (2015) وبدون عنوان (زجاجات زجاجات كوكا كولا) (2016).  قدم Faux Guide للمشاهدين أفكارًا حول كيفية تداخل العالم الطبيعي والعالم الإنساني.
صبغ حديقة
من 25 سبتمبر إلى 22 ديسمبر 2019، تم عرض المعرض في متحف نيوبرغر للفنون في نيويورك بعد جائزة  Roy R. Neuberger لعام 2019.  يشتمل هذا المعرض على مقاطع فيديو وصور ومنحوتات ومنسوجات مصبوغة باليد مستوحاة من خلفيتها وتاريخ الأسرة وتاريخ الاستعمار في الغرب. جميع الأعمال الفنية في Dye Garden تتعلق بجيولوجيا وعلم النبات في شمال إفريقيا، وهو موضوع تواصل برادة العودة إليه ومعالجته وترتبط به. تم تقديم هذا المعرض في الأصل في الأكاديمية الأمريكية في روما خلال إقامة بارادا هناك، و 2019 هي المرة الأولى التي يتم عرضها في الولايات المتحدة.

## وصلات خارجية
- الرسمي[وصلة مكسورة]
- Noorderlicht / Archive / Yto Barrada
- Yto Barrada, La courte échelle (ou l’échelle des voleurs), ستديو فوتوكينو، مرسيليا، تموز 2013
- Yto Barrada في Kadist Art Foundation